# Tippeligaen de 1991
A Tippeligaen de 1991 contou com a participação de doze equipes e foi disputada nos modos clássicos, sendo marcados três pontos para cada vitória, um para cada empate e nenhum nas derrotas. Os vencedores de cada grupo da segunda divisão são promovidos à Tippeligaen. Uma série de play-offs acontece entre as duas equipes que ficaram em segundo lugar de seus grupo na segunda divisão e o décimo colocado da primeira.
Os vencedores de cada grupo da segunda divisão são promovidos à Tippeligaen. Uma série de play-offs acontece entre as duas equipes que ficaram em segundo lugar de seus grupo na segunda divisão e o décimo colocado da primeira.
A temporada começou no dia 27 de Abril e terminou com a vitória do Viking, tendo o Rosenborg em segundo lugar.
Este ano foi o primeiro dos campeonatos noruegueses com o novo nome de Tippeligaen, valendo até hoje. Também viria a ser o último antes do início de uma hegemonia de treze anos do Rosenborg.

## Classificação final
|    |              | J  | V  | E  | D  | GM | GS | SG  | Pts |
| -- | ------------ | -- | -- | -- | -- | -- | -- | --- | --- |
| 1  | Viking       | 22 | 12 | 5  | 5  | 37 | 27 | +10 | 41  |
| 2  | Rosenborg    | 22 | 10 | 6  | 6  | 38 | 28 | +10 | 36  |
| 3  | Start        | 22 | 10 | 4  | 8  | 31 | 21 | +10 | 34  |
| 4  | Lyn          | 22 | 8  | 10 | 4  | 26 | 26 | 0   | 34  |
| 5  | Lillestrøm   | 22 | 9  | 4  | 9  | 31 | 27 | +4  | 31  |
| 6  | Tromsø       | 22 | 9  | 4  | 9  | 28 | 34 | -6  | 31  |
| 7  | Molde        | 22 | 7  | 6  | 9  | 33 | 38 | -5  | 27  |
| 8  | Kongsvinger  | 22 | 7  | 6  | 9  | 26 | 34 | -8  | 27  |
| 9  | Sogndal      | 22 | 7  | 6  | 9  | 22 | 31 | -9  | 27  |
| 10 | Brann        | 22 | 6  | 8  | 8  | 22 | 25 | -3  | 26  |
| 11 | Fyllingen    | 22 | 6  | 7  | 9  | 21 | 21 | 0   | 25  |
| 12 | Strømsgodset | 22 | 5  | 6  | 11 | 30 | 33 | -3  | 21  |

Legenda: J = Número de jogos; V = Vitórias; E = Empates; D = Derrotas; GM = Gols marcados; GS = Gols sofridos; SG = Saldo de gols; Pts = Pontos